# Li Man
Li Man (李曼, nasceu a 4 de junho de 1988 em Anshan, China) é uma atriz chinesa. Li formou-se na Academia Central de Drama e teve a sua primeira aparição no filme dirigido por Zhang Yimou de 2006, A Maldição da Flor Dourada.

## Biografia
Li Man nasceu numa família de engenheiros em . 

## Filmografia
- 2012 - The Locked Door
- 2010 - Lost on Journey
- 2006 - A Maldição da Flor Dourada